# Goregrind
Goregrind é um tipo específico de grindcore cujas bandas adotam uma temática "gore", ou seja, as letras falam sobre doenças ou sobre violência de forma explícita, ou então são inspiradas em filmes com a mesma temática. As capas dos álbuns de Goregrind muitas vezes trazem imagens extremamente chocantes e perturbadoras para a maioria das pessoas, como fotos de sexo, sangue, pessoas mortas, cadáveres mutilados e desfigurados, etc.

## Bandas notáveis do gênero
| Banda                        | País             | Formação | Notas             |
| ---------------------------- | ---------------- | -------- | ----------------- |
| Carcass                      | Reino Unido      | 1985     | [ 6 ] [ 7 ] [ 8 ] |
| The County Medical Examiners | EUA              | 2001     | [ 7 ] [ 8 ]       |
| Dead Infection               | Polônia          | 1990     | [ 7 ] [ 9 ]       |
| Exhumed                      | EUA              | 1990     | [ 6 ] [ 9 ]       |
| General Surgery              | Suécia           | 1988     | [ 6 ] [ 7 ] [ 8 ] |
| Haemorrhage                  | Espanha          | 1990     | [ 7 ] [ 9 ]       |
| Holocausto Canibal           | Portugal         | 1997     | [ 7 ] [ 9 ]       |
| Impetigo                     | EUA              | 1987     | [ 7 ] [ 8 ]       |
| Inhume                       | Países Baixos    | 1994     | [ 7 ]             |
| Last Days of Humanity        | Países Baixos    | 1989     |                   |
| Lymphatic Phlegm             | Brasil           | 1996     |                   |
| Machetazo                    | Espanha          | 1994     | [ 10 ]            |
| Pathologist                  | República Tcheca | 1990     | [ 9 ]             |
| Regurgitate                  | Suécia           | 1990     | [ 6 ] [ 8 ]       |
| Disgorge                     | México           | 1994     |                   |
| Hyperemesis                  | Canadá           | 2009     | [ 9 ]             |
| Gutalax                      | Republica Tcheca | 2009     |                   |
| XXX Maniak                   | Estados Unidos   | 2003     |                   |